# Mont sous-marin

Coupe schématique présentant la typologie des fonds marins (pente exagérée). La morphologie des océans est commandée par les marges continentales et les bassins océaniques principalement composés de plaines abyssales au relief peu accidenté, hormis la présence des dorsales océaniques, des plateaux, des îles volcaniques et des monts sous-marins.

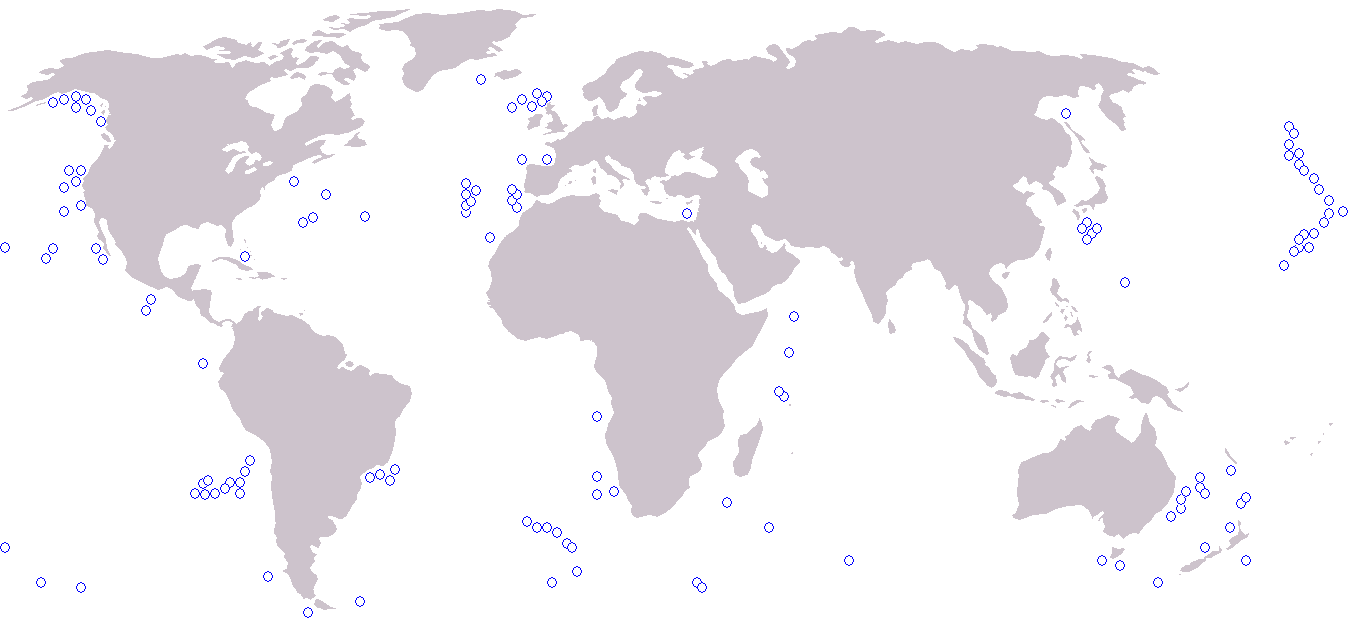
Carte des principaux monts sous-marins.

Un mont sous-marin est une montagne ou un volcan, actif ou endormi, s'élevant depuis le fond de la mer mais sans atteindre la surface de l'océan (sinon on parle plutôt d'île volcanique).
Ces monts sont restés longtemps méconnus, mais ils sont nombreux. Ils sont maintenant considérés comme constituant des écosystèmes particuliers, qui abritent une biodiversité marine et une biomasse souvent très supérieure à celle des masses d'eau environnantes. Ce fait est exploité par l'industrie de la grande pêche commerciale, y compris en eau profonde, depuis les années 1980. Les océanographes et écologues constatent un impact négatif de la pêche sur ces écosystèmes, avec notamment un déclin bien documenté, et déjà préoccupant ou grave du stock halieutique. Les populations d'hoplostèthe orange se sont ainsi fortement réduites, et l'âge moyen des poissons pêchés a fortement diminué. 95 % des dommages écologiques sont dus au chalutage de fond qui arrache ou dégrade les espèces et une partie de leur substrat.
Plusieurs sont des volcans sous-marins actifs.
L'effondrement brutal d'une partie importante de leur flanc peut produire des tsunamis.

## Formation, origines

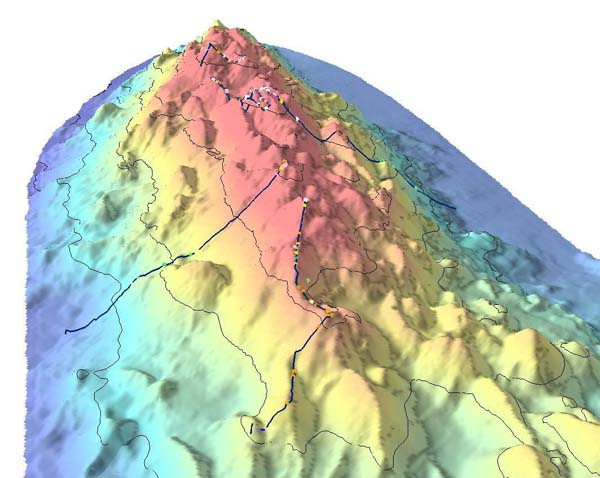
Détail de la bathymétrie du mont sous-marin Davidson, situé au large de la Californie. Les points indiquent les nourrisseries coralliennes. Ce relief résulte d'une activité volcanique épisodique qui a duré environ cinq millions d'années.

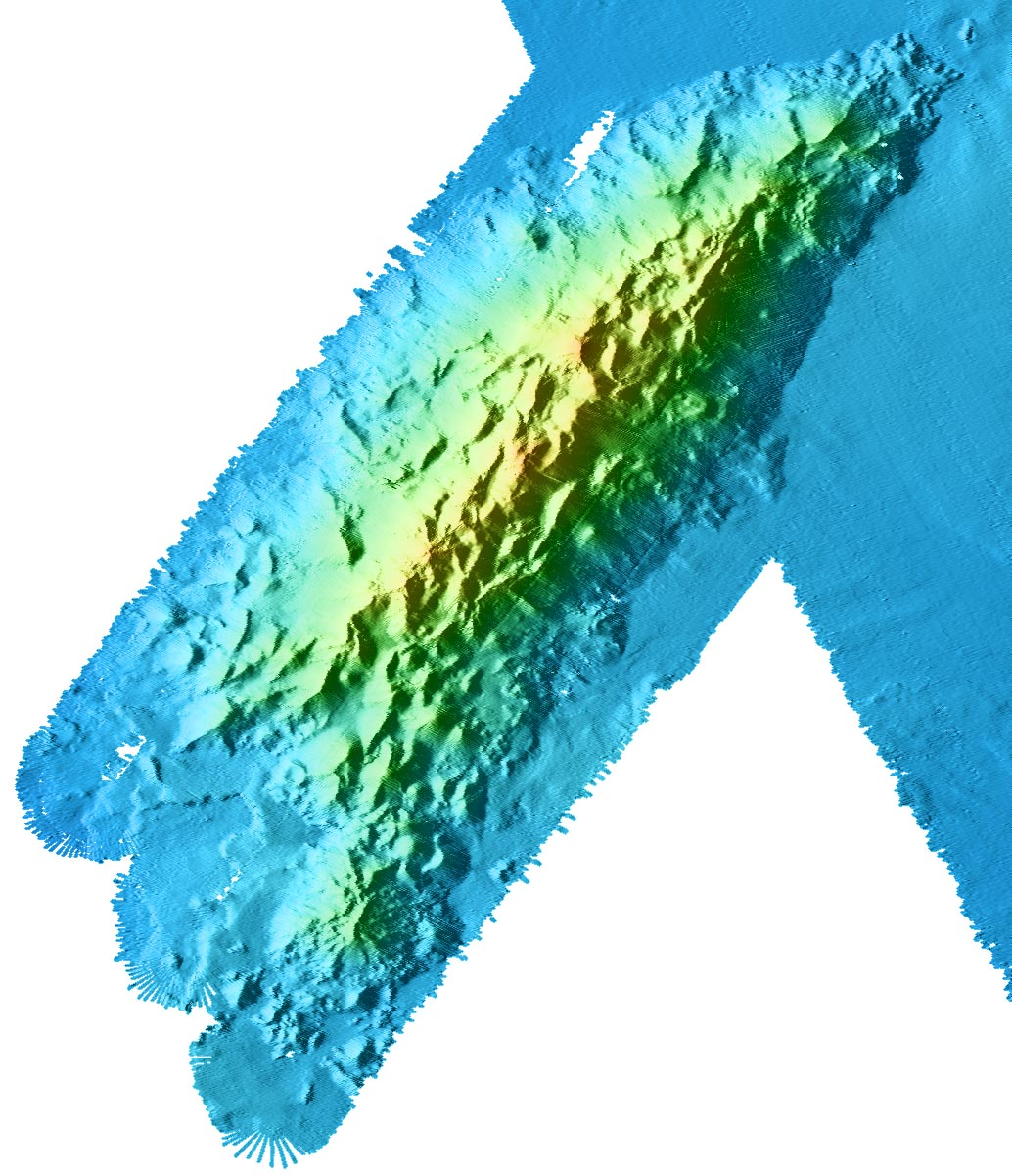
Bathymétrie générale du mont Davidson.

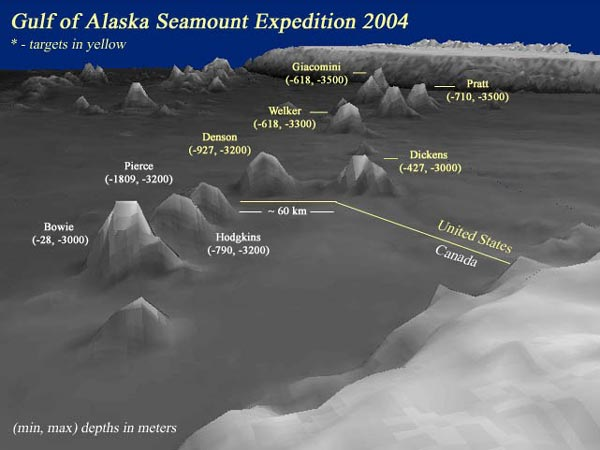
Chaîne volcanique sous-marine Kodiak-Bowie Seamount chain (400 miles de long), golfe de l'Alaska.

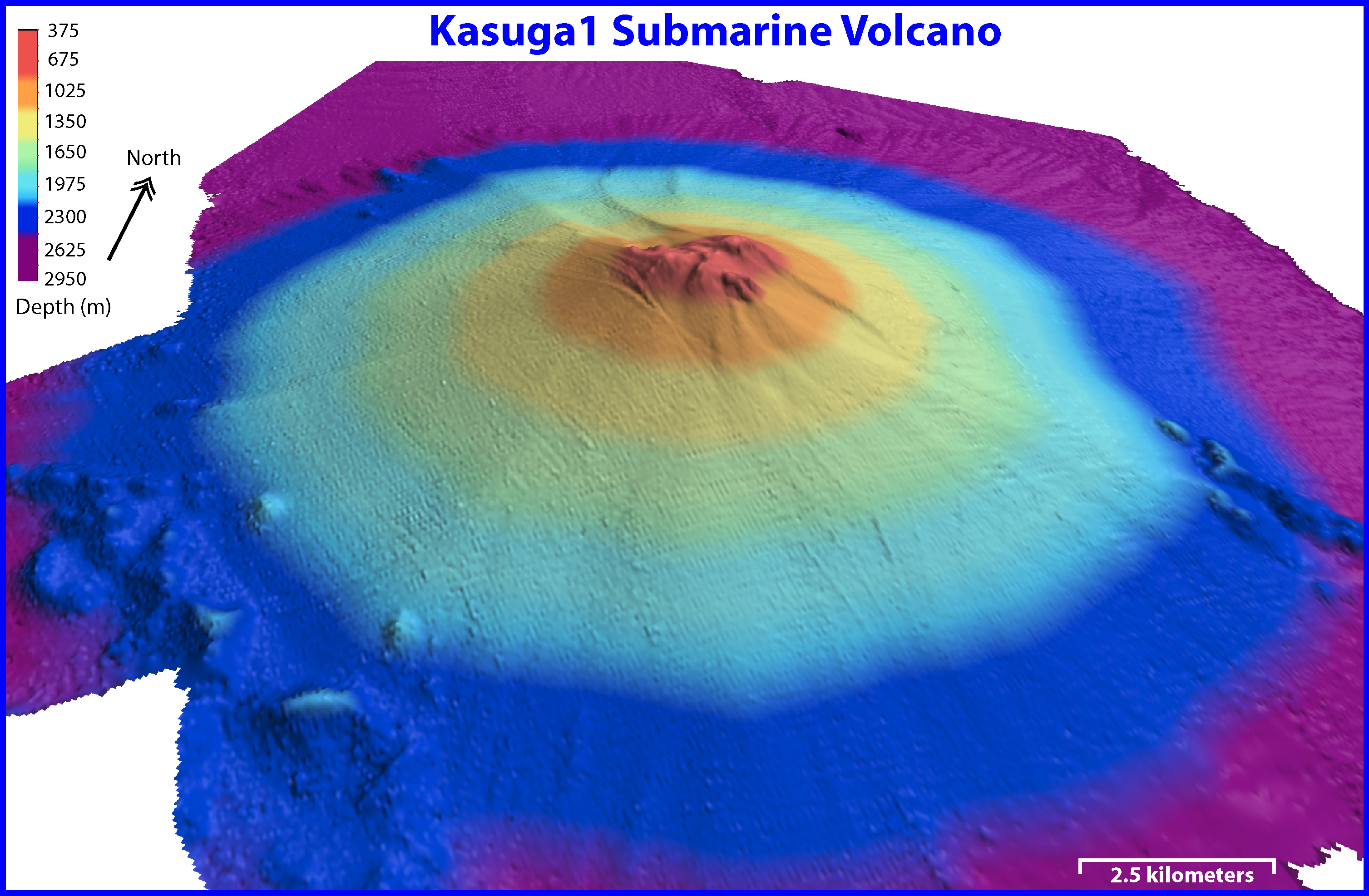
Volcan sous-marin Kasuga.

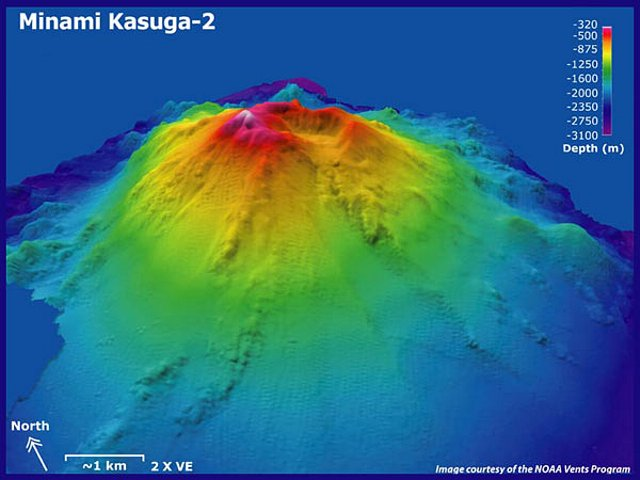
Volcan sous-marin Kasuga (le même que ci-dessus, mais avec une représentation exacerbée du relief.

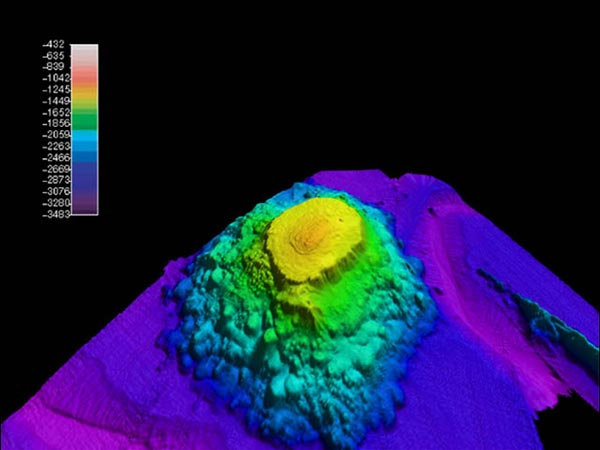
Image multifaisceaux du Mont sous-marin Denson, au sommet en plateau.

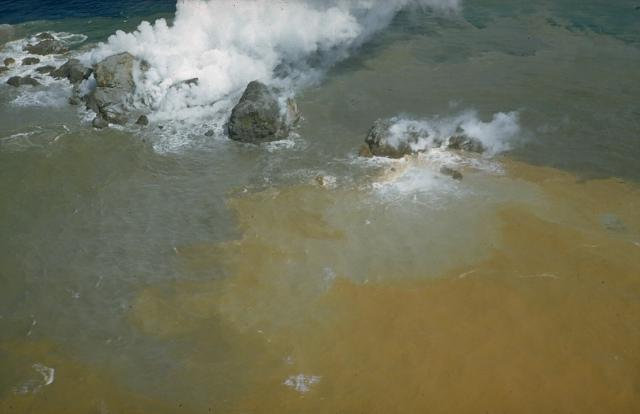
Panaches de vapeur, et blocs de lave, apparus à la surface de l'eau, au sommet du dôme du Myojin-sho lors de l'éruption sous-marine du volcan Bayonnaise Rocks en 1952 (archipel d'Izu, Japon).

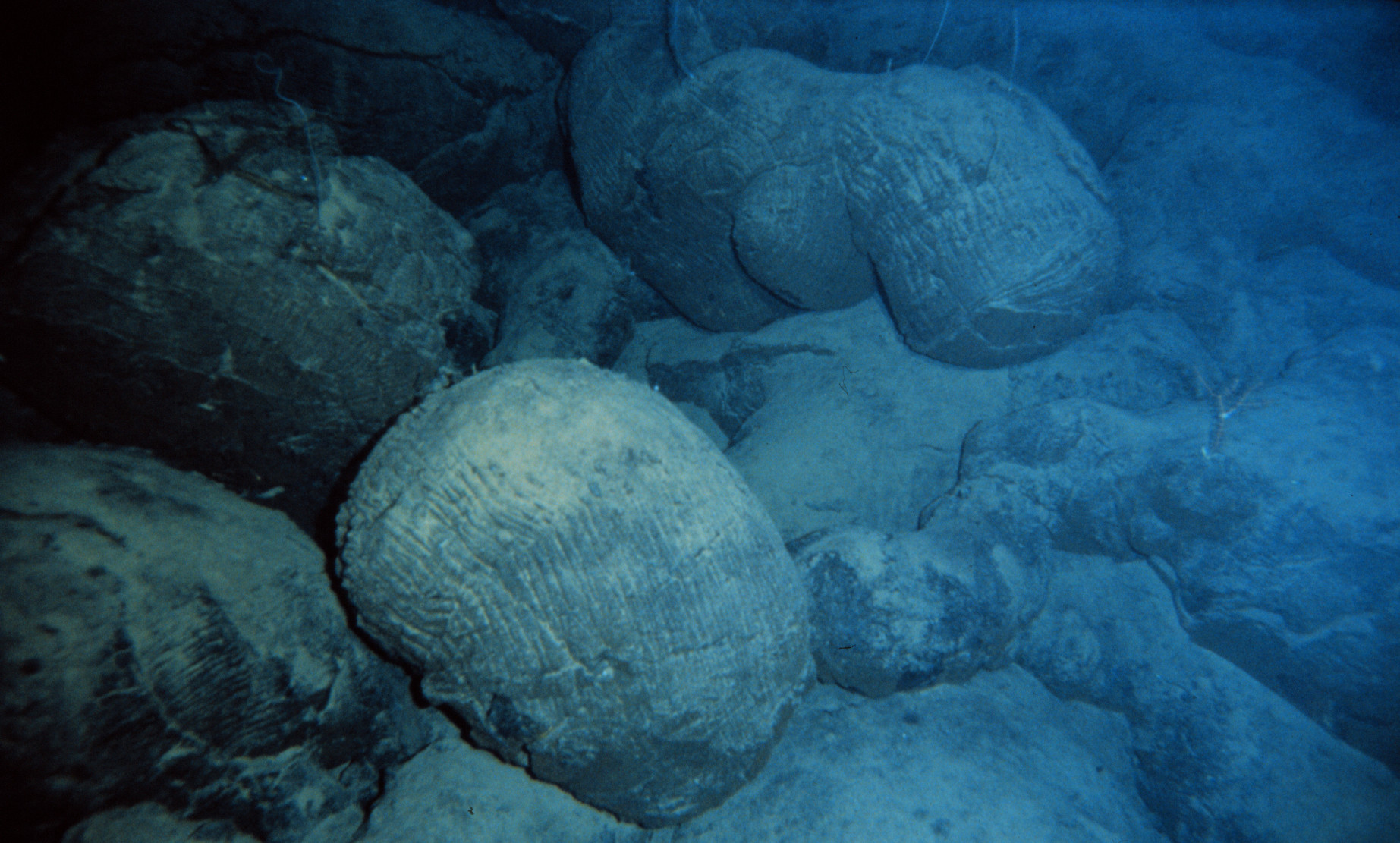
Formation basaltique typique de lave en coussins (lave refroidie par l'eau lors de son expansion, à la suite d'une éruption volcanique sous-marine).

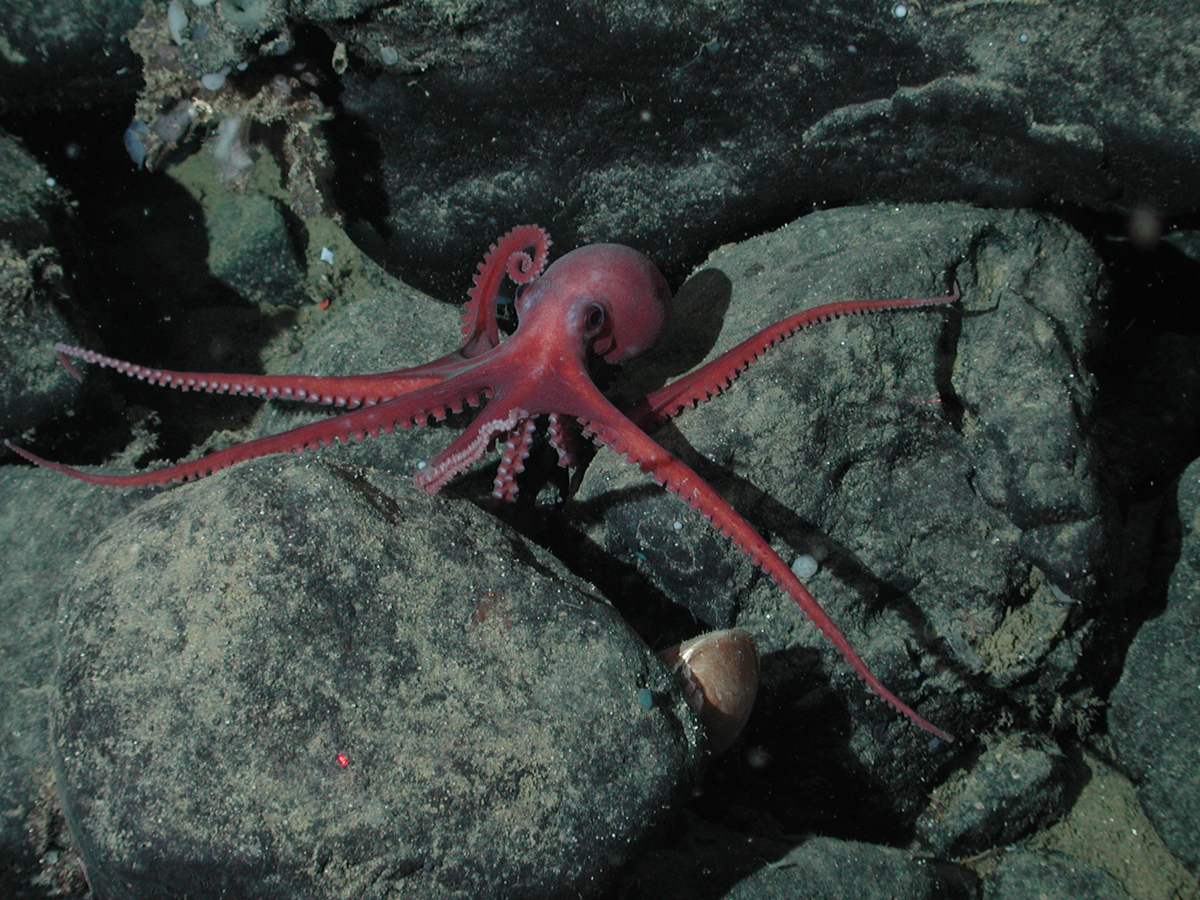
Poulpe du genre Benthoctopus.

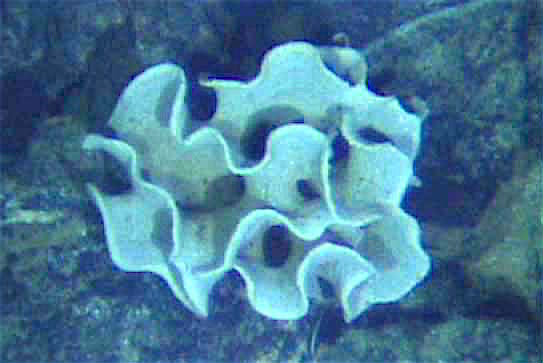
Xénophyophore, ici sur les reliefs du Rift des Galápagos.

Les monts sous-marins sont des reliefs souvent assez aigus, qui s'élèvent brusquement sur le plancher océanique, de forme souvent conique ou allongée, parfois alignés ou groupés en archipels sous-marins.
Les océanographes ne parlent de mont sous-marin qu'à partir de 1 000 m d'altitude par rapport au fond (ils s'élèvent souvent de 1 000 à 4 000 m). De tels pics sont souvent trouvés à des milliers de mètres sous la surface, et font alors partie du domaine biogéographique de l'océan profond. Environ 100 000 monts sous-marins sont répertoriés à travers le monde, de toutes formes et tailles, mais seuls quelques-uns ont été étudiés in situ (et depuis quelques années seulement ; c'est le cas du Kamaʻehuakanaloa dans le prolongement de l'archipel de Hawaï, ou du mont Davidson (Davidson Seamount) près de la Californie.
Ils résultent le plus souvent du volcanisme et des effets de la tectonique des plaques, ce qui explique qu'ils sont le plus souvent isolés ou groupés de manière grossièrement alignées en archipels submergés.
Un exemple classique est constitué par la chaîne sous-marine Hawaï-Empereur, qui prolonge les îles Hawaï. Formée il y a des millions d'années par le volcanisme, elle s'est depuis lors affaissée sous le niveau de la mer. La longue chaîne d'îles et de monts sous-marins s'étirant sur des milliers de kilomètres au nord-ouest de l'île d'Hawaï démontre le mouvement d'une plaque tectonique au-dessus d'un point chaud volcanique.
Exemple : chaîne sous-marine Hawaï-Empereur :
- Kammu mont sous-marin (桓武海山, Kanmu miyama?)
- Yūryaku mont sous-marin (雄略海山, Yūryaku miyama?)
- Ōjin mont sous-marin (応神海山, Ōjin miyama?)
- Nintoku mont sous-marin (仁徳海山, Nintoku miyama?)
- Suiko mont sous-marin (推古海山, Suiko miyama?)
- Meiji mont sous-marin (明治海山, Meiji miyama?).

Il existe, plus rarement, des monts sous-marins isolés et sans origine volcanique apparente. Leur origine géologique est souvent peu claire.
On range dans cette catégorie par exemple :
- le mont Bollons[4] ;
- le mont Ératosthène [4], formé par le faillage d'une plateforme carbonatée d'origine continentale en Méditerranée orientale [5].
- le mont sous-marin Axial[4] ;
- le mont Gorringe[4].

Ces dernières années, les géologues ont confirmé qu'un certain nombre de monts sous-marins sont des volcans sous-marins encore actifs, tels le Kamaʻehuakanaloa dans les îles d'Hawaii et Vailulu'u dans le groupe d'îles Manu'a (Samoa), ou encore le mont Macdonald dans l'archipel des îles Australes (Polynésie française) dû au point chaud Macdonald.

## Inventaire
En raison de leur grand nombre, de leur intérêt pour la pêche, des risques qu'ils présentent pour les sous-marins et en termes de génération de tsunamis, et parfois en raison d'un intérêt potentiel pour l'industrie minière offshore, les monts les plus importants ont été attentivement répertoriés et cartographiés, désormais avec des techniques modernes de bathymétrie et altimétrie par satellite.
Grâce aux robots sous-marins, ils commencent à être mieux étudiés du point de vue écologique.
En France, c'est le Service hydrographique et océanographique de la Marine (SHOM) qui est responsable de la cartographie des fonds marins.

## Géographie, géologie, géochimie
Des monts sous-marins existent dans tous les bassins océaniques du monde, largement répartis dans l'espace et en termes de classes d'âge géologique. Les géographes avaient admis de classer comme Mont sous-marin les reliefs immergés atteignant au moins 1 000 m, mais cette définition n'est plus strictement respectée ; certains scientifiques parlent de montagne sous-marine pour les reliefs les plus hauts, et de monts à partir de seulement 100 m.
Si l'on s'en tient à la définition la plus stricte, il y aurait jusqu'à 100 000 monts sous-marins dans les océans, et si l'on retient une définition plus souple, il pourrait y en avoir plus de deux millions. Ceux qui sont petits sont très nombreux à grande profondeur, un inventaire exhaustif n'est pas encore envisageable.
La plupart des monts sous-marins sont d'origine volcanique. Ils sont donc plus nombreux sur la croûte océanique près de la dorsale médio-océanique. Près de la moitié des monts sous-marins répertoriés sont dans l'océan Pacifique, et le reste est distribué principalement en Atlantique et dans l'océan Indien. Il y a probablement aussi un biais important dans la distribution entre les hémisphères nord et sud.
On appelle guyot des monts coniques à section plate, qui semblent souvent être des monts autrefois érodés à l'air libre, et qui se sont ensuite enfoncés avec le fond marin (ou à cause de l'élévation du niveau de la mer). Cette interprétation a été contredite par Haroun Tazieff qui a découvert en 1967, lors de l'exploration pionnière de l'Afar, un guyot exondé dont il a pu déterminer que lors de sa formation il était entièrement sous-marin. Le volcanisme subaquatique seul, selon Tazieff, explique la forme « en seau renversé » des guyots. L'observation de ce guyot de l'Afar a montré que « la strate extérieure qui le couvrait tout entier (...) passait progressivement, continûment et sans hiatus de la pente inclinée à trente degrés à la surface horizontale du sommet, avant de redescendre sans s'interrompre sur les autres versants » (Haroun Tazieff, Volcans, page 144, Bordas, édition de 1999).

## Volume et masse
Si tous les monts sous-marins connus étaient rassemblés en un même endroit, leur importance volumique et massique serait globalement comparable à celle de toute l'Europe.
Leur abondance globale en fait l'une des structures géologique, géographique, écologique marines les plus courantes, mais encore mal comprise, et à explorer.

## Monts sous-marins «hot-spots» de biodiversité
Les monts sous-marins présentent plusieurs caractéristiques qui les rendent exceptionnellement hospitaliers à la vie pélagique par rapport aux milieux environnants.
- Moins profonds et constitués d'un substrat plus dur, ils fournissant des habitats pour des espèces marines introuvables au niveau des fonds océaniques environnants (ex : Vidéo sous-marine montrant quelques exemples d'espèces vivant sur le mont Davidson).

Ceci vaut même pour des espèces considérées comme typique des grands fonds, dont on a montré que certaines se reproduisent plus souvent aux pieds de ces monts ou sur leurs flancs que n'importe où ailleurs ; c'est par exemple le cas de Allocyttus niger) et du cardinal Apogon nigrofasciatus qu'on trouve plus souvent au stade de la reproduction sur les monts sous-marins que n'importe où sur le plancher océanique. Quelques pêches miraculeuses de poissons abyssaux (sabres, grenadiers, empereurs..) ont ainsi été permises par l'invention du chalutage profond dans les années 1980-1990, mais en contribuant à la rapide surexploitation des "stocks" de ces espèces dans ces mêmes régions.
- Quand ces reliefs sont des volcans ou d'anciens volcans, des remontées hydrothermales chargées en sels minéraux peuvent doper la productivité biologique (c'est l'origine même de nombreux atolls coralliens). Les sources hydrothermales les plus importantes permettent la vie de communautés animales spécifiques, observées par exemple sur les monts Suiyo (Suiyo Seamount)[9] et Kamaʻehuakanaloa[10].
- En plus de fournir simplement un support physique aux espèces localement présentes, ce relief modifie fortement les courants profonds ou intermédiaires, créant des turbulences et parfois d'importantes remontées d'eau froides riches en minéraux des profondeurs (dits « upwelling »), avec des vitesses atteignant localement 0,9 nœuds (environ 48 centimètres par seconde). 
Ces courants réintroduisent dans les couches plus hautes d'importantes quantités de nutriments. Si ceux-ci atteignent la zone photique, ils permettent une explosion de la productivité phytoplanctonique dans une zone qui serait autrement déserte au milieu de l'océan[6]. Ce phytoplancton nourrit le zooplancton et constitue la base d'une riche chaîne alimentaire qui peut intéresser jusqu'aux oiseaux marins et grands mammifères ;
- En surface, les monts sous-marins semblent aussi parfois être des points d'étape essentiels ou privilégiés pour certains animaux migrateurs tels que mammifères marins (dont baleines et cachalots), ou même les oiseaux de haute-mer quand le relief est proche de la surface marine. Ils profitent sans doute d'une nourriture plus abondante et facile à trouver ;
- Sous la surface, ces monts abritent et nourrissent des concentrations plus importantes d'animaux libres et fixés. Des poissons tels que les thons ou certains requins semblent les utiliser comme points d'étape dans leurs migrations.
- À grande profondeur, aux pieds et sur la partie inférieure de ces monts, les poissons abyssaux, et particulièrement les espèces de poissons grenadier (Coryphaenoides sp.) viennent se reproduire ;
- Quand ils sont géographiquement isolés et très anciens, ces monts constituent des « îlots sous-marins ». Ils sont en situation d'apparente insularisation biogéographique (au moins pour les espèces à faible pouvoir de dispersion), ce qui est théoriquement un facteur d'endémisme[11]. Cette hypothèse est encore discutée, en raison de la capacité des propagules marines de nombreuses espèces à circuler sur de grandes distances. Elle nécessite des études génétiques fines pour la confirmer ou l'infirmer, car des travaux récents suggèrent, qu'au moins près du plateau continental, des monts sous-marins tels que le Davidson Seamount ne présentent pas de phénomène particulier d'endémicité[12] ,[13] ,[14].

Toutes ces caractéristiques invitent à penser que de nombreux monts sous-marin pourraient jouer un rôle majeur de zone de connexion biologique (ZOCOB) pour certains corridors biologiques sous-marins. Des études récentes montrent par exemple que les baleines peuvent repérer et utiliser les monts sous-marins comme aides à la navigation au long cours lors de leur migration. Certains monts sous-marins pourraient en outre favoriser et entretenir des endémismes. Les biologistes qui les étudient estiment qu'il est maintenant démontré que ces reliefs sous-marins offrent un habitat à des espèces qui survivent difficilement ailleurs ou qui ne peuvent vivre sur le plancher marin, et qu'ils devraient être mieux pris en compte dans la gestion restauratoire des ressources halieutiques et de la biodiversité marine.

## Les espèces typiques des monts sous-marins

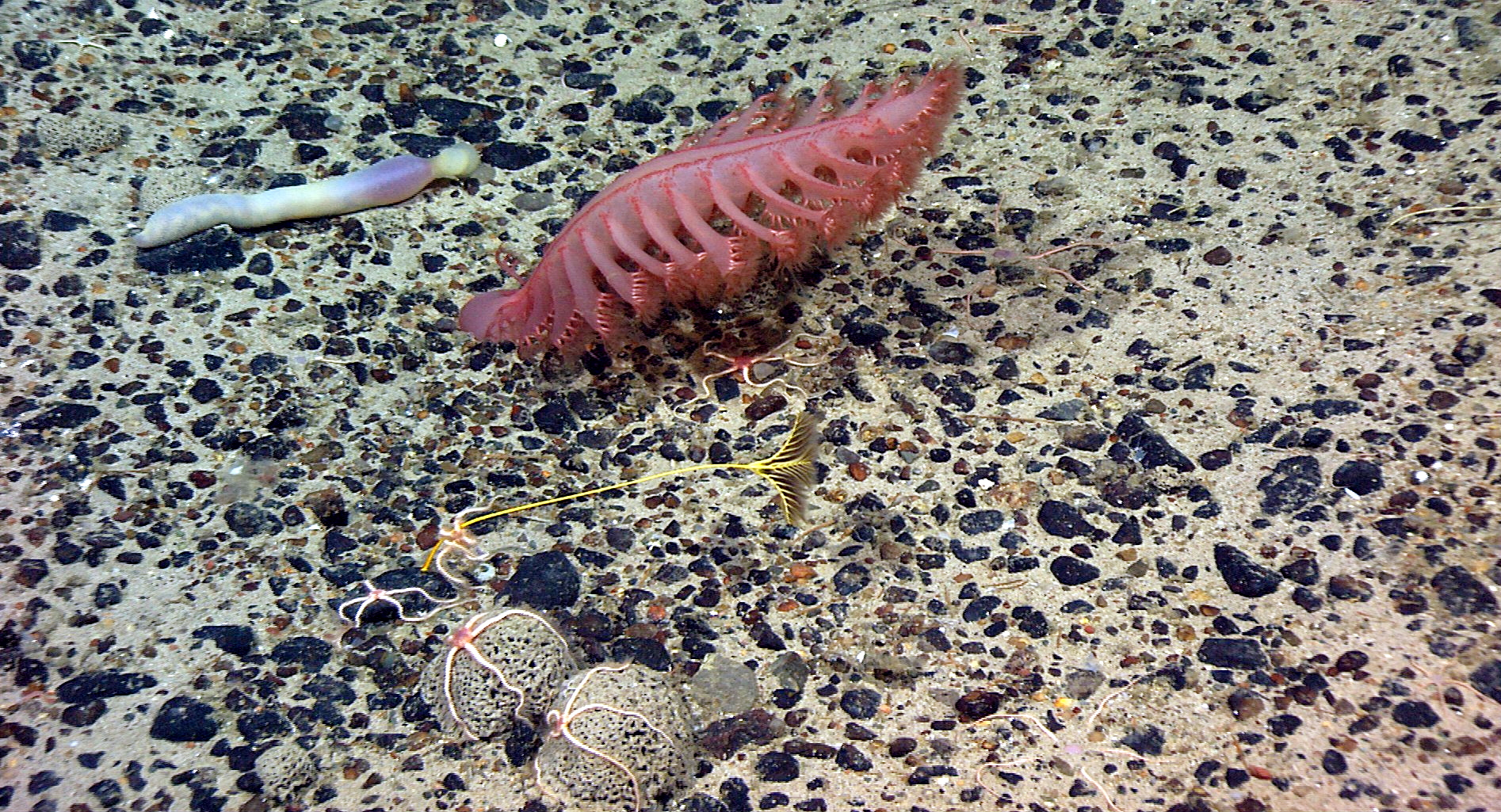
Association remarquable d'organismes benthiques des monts sous-marins de la Nouvelle-Angleterre montrant un échiurien, un pennatule, un crinoïde et deux gros xénophyophores (en bas) chacun dans les bras d'une ophiure.

Les espèces typiques des monts sous-marins sont pélagiques et libres, ou sont ancrées sur le substrat ou vivent dans les sédiments.
Elles diffèrent selon les profondeurs et les zones biogéographiques.
De manière générale, les roches volcaniques des flancs des monts sous-marins sont fortement peuplées d'espèces suspensivores (consommant du plancton ou des particules en suspension). On y trouve une faune associée de crustacés, de coraux (ex. : Paragorgia arborea dit Corail Chewing-gum (fréquent sur ces monts et notamment sur leurs crêtes, même s'il est aussi présent sur les flancs). Des céphalopodes, éponges, cnidaires, etc. sont également présents. Les coraux savent particulièrement bien exploiter les ressources nutritives apportées par les courants forts (quand ils existent), en total contraste avec ce qui se passe sur le plancher marin du grand large, comparativement presque désert et où la plupart des poissons doivent parcourir de grandes distances pour - épisodiquement - trouver de quoi se nourrir. En zone tropicale, les sommets des reliefs sous-marins peuvent abriter une grande richesse en coraux,.
Des sédiments mous peuvent localement s'accumuler dans les creux et anfractuosités ou aux pieds des monts sous-marins. Ils offrent un habitat à de nombreuses espèces de polychètes (vers marins annélides), d'oligochètes (vers microdrile), mollusques gastéropodes et autres (limaces de mer). Des xénophyophores y ont également été trouvés. Ces espèces se nourrissent principalement de petites particules, modifient le lit sédimentaire, le rendant plus propice à la vie d'autres espèces.

## Double intérêt; halieutique et pour la biodiversité
On a longtemps conjecturé que ces reliefs attiraient de loin des visiteurs pélagiques animaux, qui viendraient s'y reproduire ou y chercher une nourriture plus abondante. Il y aurait là l'équivalent - à grande échelle - d'un effet exploité par les récifs artificiels et les pêcheurs sous le nom de DCP (Dispositif de concentration du poisson). Les preuves comatérielles de cet effet de concentration n'étaient pas facile à réunir, mais en 2008 une première démonstration de cette hypohtèse a été publiée par le journal Marine Ecology Progress.
Cette propriété était intuitivement connue de certaines communautés de pêcheurs. Les monts sous-marins sont désormais pour la plupart des zones de pêche importantes, y compris au-dessus de la dorsale médio-atlantique, et au risque même d'une surpêche et de dégâts écologiques dus aux chaluts ou à une surprédation par l'Homme, induisant des déséquilibres écologiques.
Une étude publiée en 2010 a confirmé que les monts sous-marins sont aussi des hotspots de biodiversité, et que leur prise en compte dans le réseau d'aires marines protégées, et dans les plans de gestion et de conservation des ressources marines, pourraient efficacement protéger de nombreuses espèces pélagiques.
En raison du manque de données complètes sur la biodiversité marine sur et autour des monts sous-marins, ces chercheurs ont utilisé les données des observateurs de la pêche au thon à la palangre (le thon est une espèce prédatrice, située au sommet de la pyramide alimentaire). Il s'agissait d'étudier un éventuel rôle d'agrégation de la biodiversité pélagique, et d'identifier les espèces pélagiques associés à ces monts sous-marins. Les monts marins se sont effectivement montré être des points chauds pour la biodiversité pélagique. La richesse en espèces est toujours plus élevée au-dessus et à proximité de ces reliefs que sur les zones côtières ou océaniques. Cette biodiversité plus élevée est manifeste à environ 30-40 km au-dessus et autour du sommet. La probabilité de capture de grands prédateurs (certains requins, marlins, thons..) y est plus élevée. Les auteurs émettent l'hypothèse que les monts sous-marins pourraient être des zones de haut-intérêt pour la protection ou la gestion restauratoire des populations de prédateurs marins pélagiques (en forte voie de régression pour certains (thons et requins en particulier).
Quand le socle du mont est situé très en profondeur, on y trouve la faune abyssale classique ;

## Ressources minérales
Sur de nombreux monts sous-marins se forment ou se sont formés des encroûtements polymétalliques, souvent riches en cobalt et en platine, dont l'exploitation industrielle pourrait être envisagée à terme.

## Risques

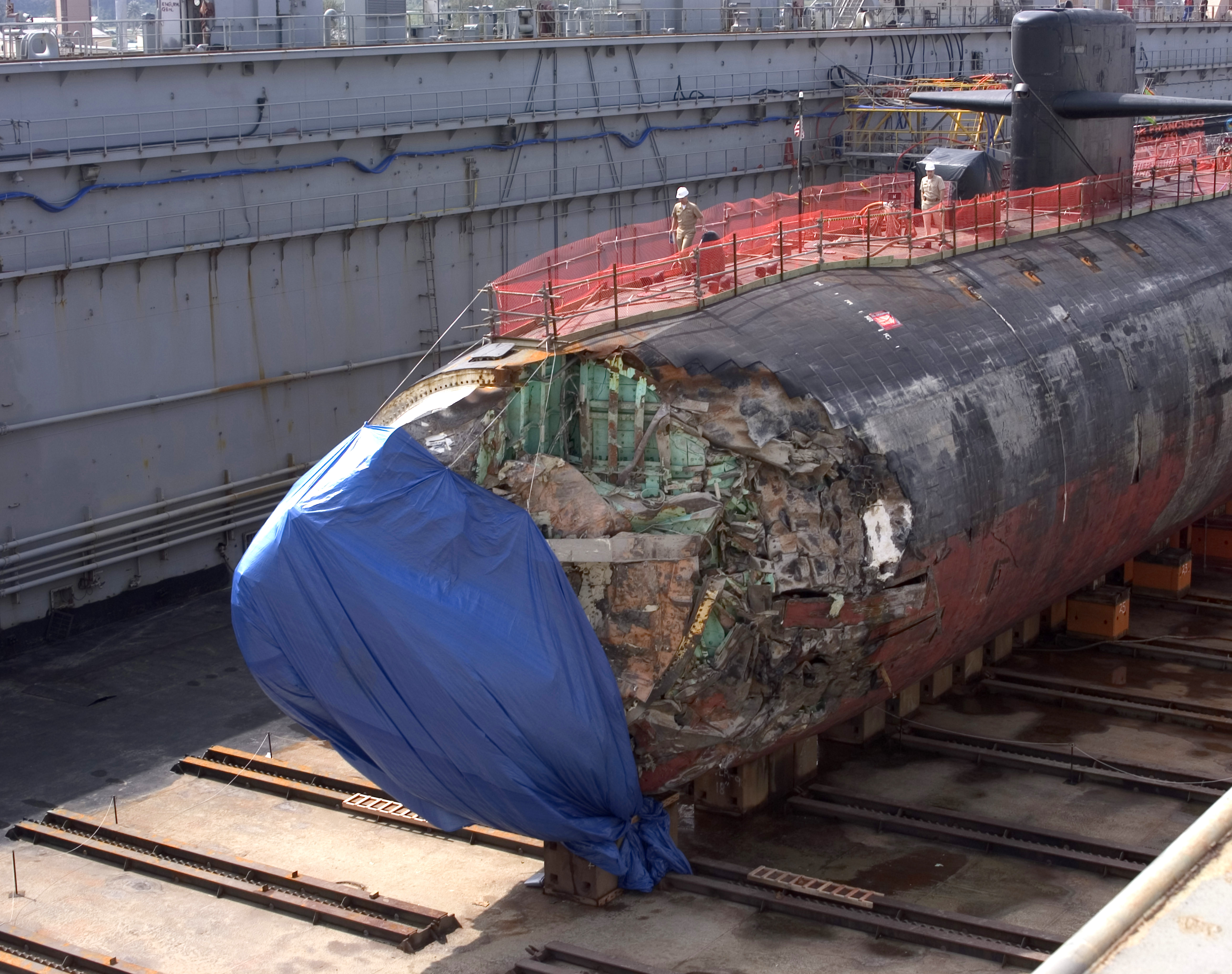
Le sous-marin USS San Francisco (SSN-711) en cale sèche, après sa collision avec un mont sous-marin de 560 mètres de haut, à environ 350 miles au sud de Guam (8 janvier 2005, à 2 h du matin) alors qu'il évoluait à pleine vitesse et à plus de 500 pieds de profondeur. Le combustible nucléaire avait été remplacé peu avant l'accident. Ce sous-marin devait en outre être en service jusqu'en 2017 ; l'US Navy a donc jugé préférable de le réparer (photo : US Navy)

Le plus grand danger est a priori l'effondrement imprévisible d'un flanc de mont sous-marin.
Quand ils vieillissent, la circulation de l'eau dans les systèmes d'extrusion / infiltration provoque des effondrements importants, susceptibles de générer des tsunamis massifs.
Un autre risque est la collision avec un navire ou sous-marin ; il y a eu plusieurs cas où des navires de guerre (dont au moins un sous-marin nucléaire d'attaque) ont été gravement endommagés à la suite de collisions avec des monts.
Par exemple :
- le mont sous-marin Muirfield tient son nom de celui du navire marchand écossais (MVMuirfield) qui l'a heurté en 1973, alors qu'il naviguait dans une zone où la profondeur était - selon les cartes marines en vigueur à cette époque - de 5 000 m environ.
- Plus récemment, en 1992, c'est un paquebot (le Cunard RMS Queen Elizabeth 2 qui a heurté un rocher immergé au large Block Island en plein océan Atlantique[19]
- La collision la plus grave est celle du sous-marin nucléaire d'attaque américain San-Francisco (illustration ci-contre) qui a heurté à pleine vitesse et à plus de 500 pieds de profondeur un mont sous-marin, à environ 350 miles au sud de Guam (8 janvier 2005, à 2h du matin)

Vingt-trois membres d'équipage ont été blessés, et deux sont morts des suites de leurs blessures. L'accident a failli causer la perte du sous-marin dont les ballasts avant ont été rompus, conduisant presque à une perte de flottabilité lors de la remontée en surface. Les réservoirs du San Francisco, ses ballasts avant et le dôme sonar ont été gravement endommagées. Les portes des 4 tubes lance-torpilles ont été endommagées, de même que 15 torpilles et 2 missiles de croisière Tomahawk. Heureusement, le choc n'a pas été frontal, et la coque intérieure a résisté, et selon l'US Navy, le réacteur nucléaire a été épargné. La Marine a immédiatement déclaré qu'il n'y avait « absolument aucune raison de croire qu'il avait percuté un autre sous-marin ou un bateau ». L'examen en cale sèche a confirmé la collision avec une montagne sous-marine qui n'était que vaguement référencée sur les cartes marines disponibles à bord du sous-marin. Des erreurs auraient néanmoins été faites par l'équipage selon l'enquête qui a suivi l'accident.